# Estrattore di succo

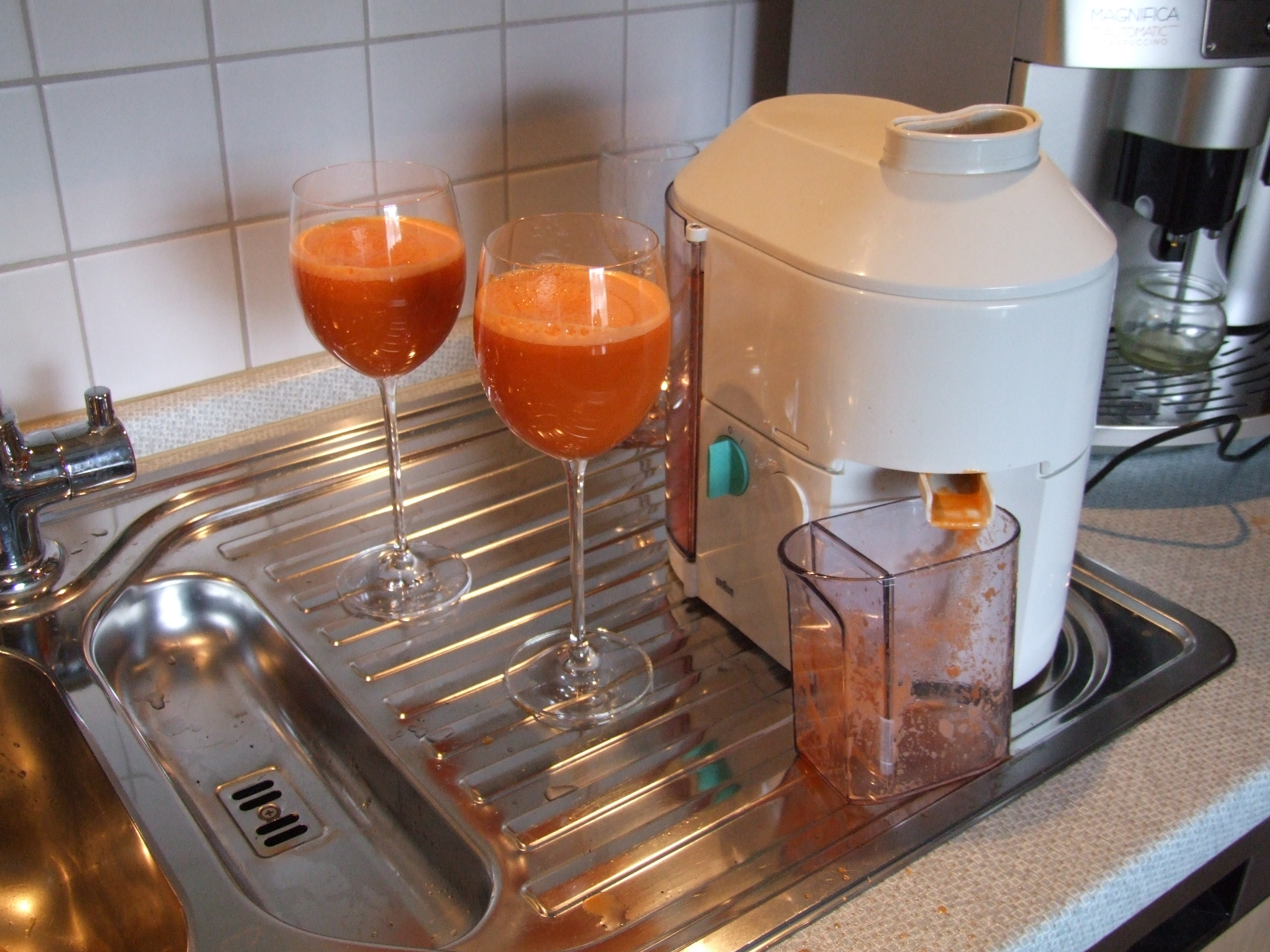
Un tipico estrattore di succo

L'estrattore di succo è un elettrodomestico usato in cucina che permette di ottenere un succo di frutta o di verdura, con una densità diversa da quella che è possibile ottenere con lo spremiagrumi o con la centrifuga. La caratteristica principale dell'estrattore è la presenza della coclea, ovvero un torchio a elicoide, che concorre a torchiare ed estrarre a freddo il succo dall'alimento, in modo da conservare intatte le principali proprietà nutritive.

## Tipologie
Esistono due tipi di estrattori che si differenziano per l'aspetto e per il principio di funzionamento:
- Estrattori orizzontali: il motore e la coclea spremente sono collocati orizzontalmente. Questo significa maggiore spazio di azione e un possibile posizionamento di una doppia coclea per risultati più efficienti. Hanno l'aspetto di un tritacarne;
- Estrattori verticali: motore e coclea sono collocati verticalmente e al di sopra di essi si trova l'apertura apposita per l'introduzione degli alimenti. Hanno un aspetto simile a quello delle centrifughe.[2]

## Come funziona
L'estrattore di succo, a differenza della centrifuga che trita e filtra con forza, spreme la frutta e la verdura lentamente e a freddo. La coclea ruotando su se stessa dapprima schiaccia l'alimento e poi lo preme contro il filtro che permette di far passare soltanto la parte più liquida, eliminando la polpa più densa. Più lentamente ruota la coclea e minor calore e meno attrito viene creato: questo permette di estrarre il succo a freddo senza rovinare le proprietà nutritive dell'alimento. Questa, infatti, si mantengono intatte al di sotto dei 47 °C (117 °F).

### Resa e scarto
Generalmente la resa degli estrattori, in quanto a succo e proprietà nutritive, è del 90-95%. Infatti, solo un 5-10% rappresenterà lo scarto, sotto forma di polpa densa e asciutta. La potenza non è sinonimo di efficienza, ma solo un dato di consumo. È la velocità di rotazione che distingue gli estrattori professionali da quelli meno efficienti: questo dato può variare tra i 20 e gli 80 giri al minuto. Sono quelli più lenti ad offrire maggior efficienza.

### Filtri
Una volta spremuto l'alimento, questo viene fatto passare attraverso un filtro che, a seconda della finezza, fermerà più o meno polpa donando una consistenza e una densità finale diversa al succo. I filtri a maglia fine sono adatti per ottenere succhi di frutta con una densità media, mentre i filtri con maglia più grossolana sono adatti per estratti di pomodoro o per ottenere sorbetti di frutta o di verdura.

## Preparazioni
L'estrattore di succo, a differenza dello spremiagrumi e della centrifuga, riesce a lavorare anche alimenti con poca polpa, asciutti e duri come la frutta secca. Non è un caso, infatti, che l'estrattore sia l'elettrodomestico dedicato alla produzione di latte di mandorla, di avena, di soia o di riso.
Tra le preparazioni più semplici ci sono il classico succo di arancia, di mela e di pera, mentre tra quelli più particolari ci sono il succo di melograno e quello di cavolo. L'estrattore offre anche la possibilità di preparare zuppe, vellutate, passate di pomodoro e basi per marmellate.
L'estrattore permette di preparare anche il sorbetto: non contenendo latte e derivati, è un alimento che può essere assunto anche dagli intolleranti al lattosio.